# Bandas Tropicales
Las Bandas Tropicales son porciones del espectro electromagnético asignadas por la Unión Internacional de Telecomunicaciones para uso exclusivo de emisoras radiales ubicadas entre los Trópicos de Cáncer y el Trópico de Capricornio; de allí el nombre de "Bandas Tropicales".

Las bandas adjudicadas son:
| Banda | Frecuencias   |
| ----- | ------------- |
| 120 m | 2300-2498 kHz |
| 90 m  | 3200-3400 kHz |
| 60 m  | 4750-5060 kHz |

En la banda de 60 m, se excluye la frecuencia de 5000 kHz por ser utilizada para otras funciones como emisoras de señal horaria pertenecientes a los observatorios. Entre estas bandas hay la banda de 75 metros que abarca de 3900 a 4000 kHz. La banda de 120m aún está en las Ondas Medias, mientras que las de 90, 75 y 60 metros están en las Ondas Cortas o también denominadas HF.